# Marinblå
Marinblå är en färg som är mörkt blå. Färgen förknippas med sjöfart och är vanlig på både civila och militära flottors uniformer världen över. Bland de ursprungliga HTML-färgerna (HTML 4.01) och i webbfärgkartan X11 finns en färg Navy, vars koordinater visas härintill.